# Shoooms abenteuerliche Reise
Shoooms abenteuerliche Reise ist ein französischer animierter Kurzfilm von Julien Bisaro aus dem Jahr 2019.

## Handlung
Am Meer in Louisiana gibt es eine Sturmwarnung – Schirme fliegen durch die Luft, Häuser werden seitwärts gedrückt und ein Riesenrad-Rad macht sich selbstständig. Im unweit gelegenen Wald rettet sich ein Eichhörnchen in ein Eulennest. Die beiden Eier rollt es zur Seite. Kurz darauf schlüpft das Eulenbaby Shooom und sieht das Eichhörnchen als Mutter an, das eilig das Weite sucht. Das Riesenrad-Rad rollt heran und bringt den Baum zu Fall, in dem sich das Eulennest befindet. Shooom und das Ei fallen heraus und Shooom beginnt, mit dem Ei an seiner Seite, den Wald zu erkunden. Pilze und Regentropfen sind aufregend, doch auch die Suche nach der Mutter nimmt Zeit in Anspruch. Andere Vögel, ein Opossum und Wildschweine lehnen die kleine Eule als Kind ab. Plötzlich rollt das Ei in ein großes Krokodilgelege. Shooom nimmt ein Ei, das auf sein Rufen reagiert, und rollt es weiter. Bald darauf schlüpft jedoch ein kleines Krokodil aus dem Ei und Shooom kehrt zum Gelege zurück. Es ist Nacht geworden, die Glühwürmchen sind aktiv und tauchen den Wald in ein phantastisches Licht. Auch die Eier werden so durchleuchtet und Shooom findet das Eulenei.
Nachts rollt Shooom das Ei in ein Nest, das sich am nächsten Morgen als verlassenes Storchennest auf einem Hausdach entpuppt. Das Dach wird gerade abgenommen und Shooom gelingt samt Ei geradeso die Flucht. Das Ei rollt jedoch zu den Kindern Walter und Rosie, die es an sich nehmen und auf der Fahrt zu ihrem Großvater Victor in der Nähe mitnehmen. Der ist in der örtlichen Wetterwarte tätig. Das Eulenbaby schlüpft auf der Fahrt und wird von den Kindern Pieps getauft. Dem Großvater entgeht nicht, das die Kinder ein Eulenbaby bei sich haben. Er setzt es in ein provisorisches Nest, um es nach dem Essen ins Tierheim zu bringen. Pieps jedoch aktiviert unbeabsichtigt den Lautsprecher und sein Piepen ertönt im gesamten Ort. Shooom hört es und geht zu Pieps. Der Großvater und die Kinder finden nach dem Essen beide kleinen Eulen vor und machen sich auf den Weg ins Tierheim. Unterwegs wird Shooom von einer Windböe erfasst und in die Luft getragen. Er landet am Strand, wo Rosie auch Pieps aussetzt. Beide Tiere baden im Meer und gehen anschließend in den Wald. Der Großvater erkennt, dass beide Eulenkinder allein zurechtkommen werden. Im Wald helfen Shooom und Pieps einem Waschbärenkind, der sich in einem vom Sturm fortgetragenen Schwimmreifen verkeilt hat. Der kleine Waschbär kommt mit seiner Waschbärenmutter zu den beiden Eulenkindern zurück. Die Waschbärenmutter füttert beide mit Würmern und nimmt sie mit in das Waschbärennest in einem Baum, wo Shooom und Pieps schließlich im Kreis der Waschbärenfamilie im Warmen schlafen.

## Produktion
Shoooms abenteuerliche Reise war nach Peng peng! der zweite professionelle Animationsfilm, den Julien Bisaro als Regisseur umsetzte. Er war zudem als Animator am Film beteiligt und schrieb gemeinsam mit Claire Paoletti das Drehbuch. Die Arbeit am Drehbuch, das eine Weiterentwicklung eines nicht realisierten Virtual-Reality-Projektes Bisaros war, nahm ein Jahr in Anspruch. Der Film wurde digital in 2D animiert, wobei Bisaro kräftige Farben wählte, die Kinder ansprechen.
Der Name der Eule im Original, Choum, geht auf Julien Bisaros Neffen zurück, der im Kleinkindalter das Wort clown als choum aussprach. Pieps heißt im Original Spouic.
Shoooms abenteuerliche Reise wurde in Belgien und Frankreich erstmals am 24. Dezember 2019 im Fernsehen ausgestrahlt. Am 19. Januar 2020 erschien der Film in den französischen Kinos, wobei er zusammen mit den Kurzfilmen Nest von Sonja Rohleder und The Bird and the Whale von Carol Freeman gezeigt wurde. Der Film lief auf verschiedenen Festivals, darunter im Juni 2020 auf dem, aufgrund der COVID-19-Pandemie online ausgetragenen, Festival d’Animation Annecy. Am 12. April 2020 strahlte KiKa den Film erstmals im deutschen Fernsehen aus.

## Auszeichnungen
Auf dem Festival d’Animation Annecy gewann Shoooms abenteuerliche Reise 2020 den Cristal d’Annecy für die beste Fernsehproduktion. Der Film gewann 2020 auf dem Ottawa International Animation Festival den Preis für den besten Animationsfilm für Kinder. Bei den Annie Awards 2021 war der Film in den Kategorien Bestes TV-Szenenbild, Bestes TV-Storyboard sowie Best Animated Special Production nominiert. Shoooms abenteuerliche Reise wurde 2021 für einen César in der Kategorie Bester animierter Kurzfilm nominiert.